# Linden, Bern
Linden är en ort och kommun i distriktet Bern-Mittelland i kantonen Bern, Schweiz. Kommunen har 1 257 invånare (2023).